# Arne Korsmo

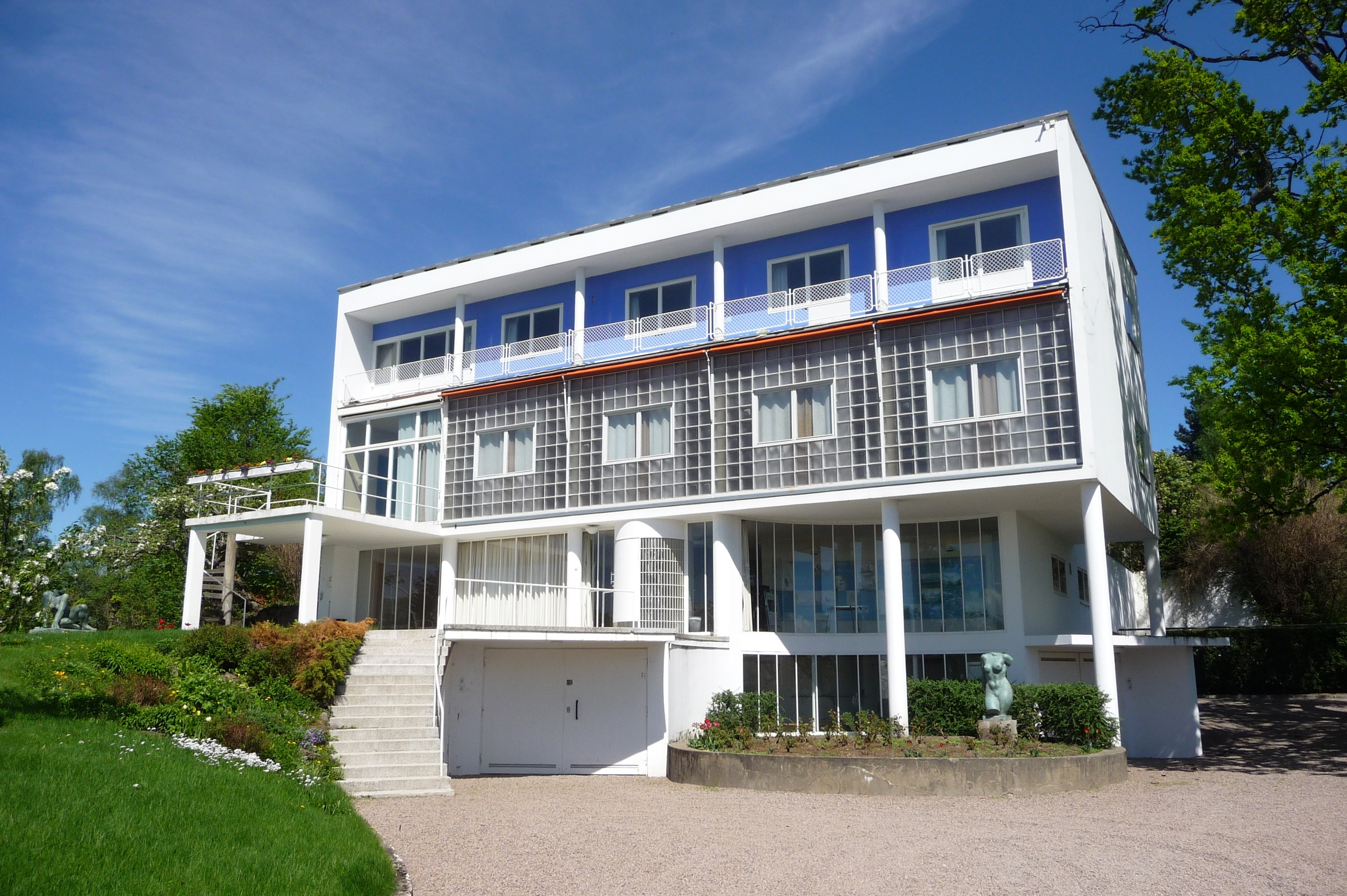
Villa Stenersen (1939), Oslo

Arne Korsmo (Christiania, actual Oslo, 14 de agosto de 1900-Cusco, 29 de agosto de 1968) fue un arquitecto y diseñador racionalista noruego. 

## Trayectoria
Estudió en el Instituto de Tecnología de Noruega, donde se tituló en 1926. Entre 1929 y 1935 trabajó asociaciado a Sverre Aasland. De su obra colaborativa destaca el conjunto residencial realizado para Axel Damman en la finca de Havna Allé de Haven (Oslo), un total de catorce casas construidas entre 1930 y 1933, elaboradas en madera u hormigón. Entre ellas cabe remarcar la Villa Damman en Havna Allé 15 (1932), uno de los mejores exponentes de la arquitectura moderna de la época en Oslo.
Ya en solitario fue el responsable del pabellón noruego de la Exposición Internacional de París de 1937. Realizó también el pabellón de la exposición Vi Kam («Nosotros podemos») celebrada en Oslo en 1937.
Tras la Segunda Guerra Mundial se dedicó más al diseño y las artes aplicadas que a la arquitectura práctica. Colaboró en este terreno con su esposa, la diseñadora Grete Prytz Kittelsen, con la que obtuvo la medalla de oro de la Triennale de Venecia de 1954 por sus cubiertos Korsmo-plett.
Entre sus realizaciones arquitectónicas de posguerra destaca el conjunto de tres viviendas familiares en banda realizado en Oslo entre 1952 y 1955, en colaboración con Christian Norberg-Schulz.
Fue profesor de la Escuela Noruega de Artes y Oficios SHKS (1936-1941) y del Instituto de Tecnología de Trondheim (1956-1968).
En 1950, junto con Christian Norberg-Schulz, Sverre Fehn, Peter Andreas Munch Mellbye, Geir Grung, Odd Østbye, Håkon Mjelva, Robert Esdaile y el arquitecto danés Jørn Utzon, fue uno de los fundadores del grupo PAGON (Grupo de arquitectos proyectistas de Oslo, Noruega), la rama noruega del Congreso Internacional de Arquitectura Moderna (CIAM).
En 1939 fue nombrado caballero de la Legión de Honor francesa.